# Alan Hudson
Alan Anthony Hudson (* 21. Juni 1951 in Chelsea) ist ein ehemaliger englischer Fußballspieler.

## Leben und Karriere
Hudson war bekannt als sehr talentierter Mittelfeldspieler. Zu den Stärken zählten eine gute Spielübersicht die Fähigkeit, mit beiden Füßen gleich gut zu agieren. Seine Schwächen bestanden in seinem häufig nicht zu zähmenden Temperament und der Verletzungsanfälligkeiten. Aufgewachsen in London spielte er anfangs in der Jugend des FC Fulham, ehe er für den FC Chelsea auflief. Am 1. Februar 1969 kam Hudson zu seinem Pflichtspieldebüt für die „Blues“. Er war auch Spielmacher der Mannschaft, die 1970 den FA Cup holte und ein Jahr später den Europapokal der Pokalsieger. Nach finanziellen Problemen des FC Chelsea wechselte er 1974 für 240.000 Pfund zu Stoke City.
Während seiner Zeit bei den „Potters“ erreichte er seinen fußballerischen Zenit. In dieser Zeit wurde der Regisseur zwei Mal in die englische Fußballnationalmannschaft einberufen. Sein Debüt für England gab er im Jahr 1975 bei einem Freundschaftsspiel gegen den damaligen Weltmeister Deutschland. Sein zweites Spiel machte Hudson gegen Zypern. Nachdem Stoke City, wie sein ehemaliger Klub FC Chelsea, mit wirtschaftlichen Schwierigkeiten zu kämpfen hatte, wechselte Hudson den Klub Richtung FC Arsenal. Die „Gunners“ bezahlten für den Neuzugang 200.000 Pfund. Nach nur zwei Jahren ging der Engländer Richtung Nordamerika zu den Seattle Sounders. Die Ablöse betrug 100.000 Pfund. Nach vier Jahren in den USA ging es zurück nach Europa zu Hércules Alicante; die Spanier hatten den Engländer aber nur knapp ein Jahr unter Vertrag. In den Jahren 1983 bis 1984 war er wieder beim FC Chelsea beschäftigt, ohne jedoch ein Spiel zu bestreiten, zumal stetige Verletzungen seiner Einsatzfähigkeit nicht förderlich waren. Die letzte Station war wieder ein Ex-Klub. Von 1984 bis 1985 spielte Hudson bei Stoke City.
Nach seinem Karriereende kam Hudson durch Alkoholmissbrauch, dem Privatkonkurs und einem schweren Autounfall noch einmal in die Schlagzeilen. Seit seinem Autounfall hat der ehemalige Profisportler Probleme beim Gehen. Seit Juni 2006 arbeitet er beim zyprischen Radiosender Radio Napa, wo er die Spiele zur Fußball-Weltmeisterschaft 2006 kommentierte.

## Erfolge
- Englischer Pokal: 1970
- Europapokal der Pokalsieger: 1971